# Hafsat Abiola
Hafsat Olaronke Abiola-Costello (Ikeja, 21 d'agost de 1974) és un activista nigeriana pels drets humans, drets civils i la democràcia, fundadora i presidenta de la Kudirat Initiative for Democracy (KIND), que busca enfortir la societat civil i promoure la democràcia a Nigèria.

## Biografia
Abiola és la vuitena filla de Moshood Abiola, president electe de Nigèria que mai va arribar a ocupar el càrrec i que va ser empresonat sota el càrrec de traïció pel dictador Sani Abacha, després d'autoproclamar-se president. Moshood va morir a la presó el 1998; dos any abans, el 1996, la mare de Hafsat, Alhaja Kudirat Abiola, havia estat assassinada durant una manifestació per l'alliberament del seu marit.
Abiola es va graduar el 1992 a la Phillips Academy, a Andover, i a la Universitat Harvard el 1996. També és Doctor honoris causa pel Haverford College. És la fundadora del Pont Xina-Àfrica i del Fòrum Xina Àfrica, que promou la col·laboració intercultural entre la Xina i Àfrica, amb una atenció específica sobre les contribucions de les dones a l'economia.

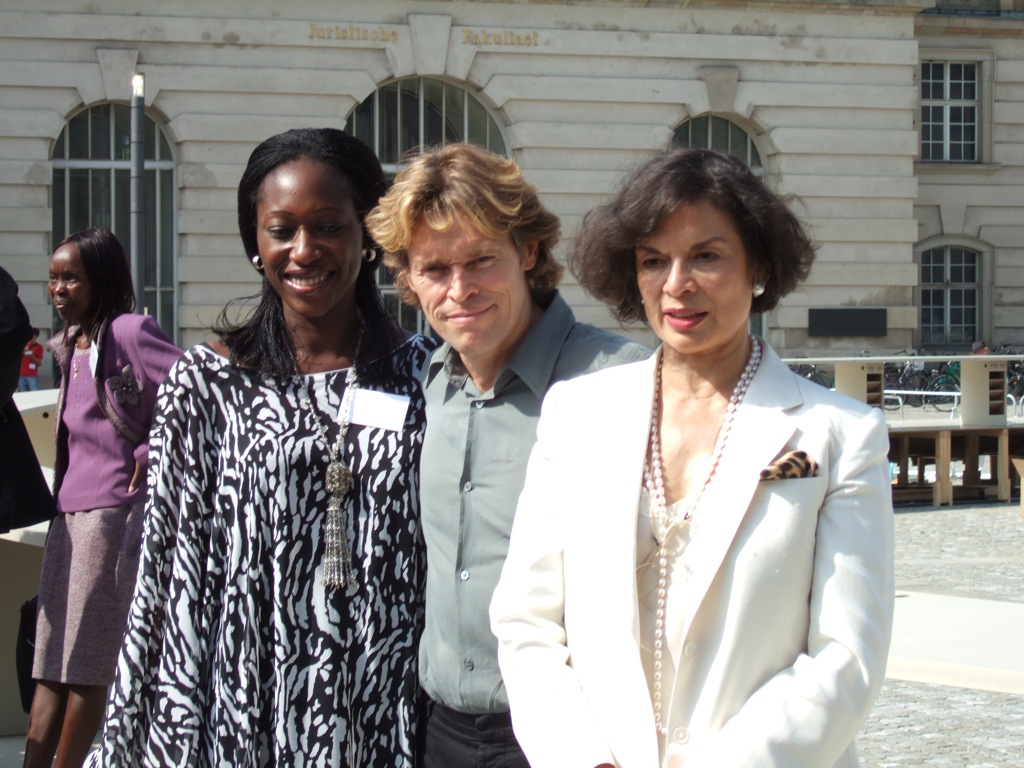
Hafsat Abiola, Willem Dafoe i Bianca Jagger, a Table of Free Voices del projecte Dropping Knowledge, a Berlín el setembre de 2006

L'any 2000, Abiola fou guardonada amb la distinció Global Leader of Tomorrow en el Fòrum Econòmic Mundial a Davos, Suïssa. El 2003, va ser escollida com a membre de l'ONG Ashoka: Innovators for the Public en reconeixement del seu prestigi internacional com a empresària social. El 2006 va ser nomenada consellera fundadora del Consell per al Futur Mundial (World Future Council) i, el mateix any, va promoure una campanya de recaptació de fons organitzant representacions de l'obra Els monòlegs de la vagina a Nigèria.
El 2008 A Different View va triar a Abiola com una d'entre els quinze Champions of World Democracy juntament amb Martin Luther King Jr., Nelson Mandela, Corazon Aquino o Sima Samar, entre d'altres. El 2015 va ser escollida com una de les 21 dones que es van reunir per a una conferència a l'Escola de Govern Kennedy de la Universitat Harvard finançada per Hunt Alternatives. El grup incloïa a Judy Thongori de Kenya, Fauzia Nasreen del Pakistan, i a Olufunke Baruwa, Esther Ibanga i Ayisha Osori de Nigèria.

## Reconeixements
- Youth Peace and Justice Award of the Cambridge Peace Commission, 1997
- State of the World Forum Changemaker Award, 1998
- Woman to Watch for Award, 1999
- Global Leader of Tomorrow Award, World Economic Forum, 2000
- Nuclear Age Peace Foundation Global Award, 2001
- Goi Peace Award, 2016